# Altoona, Iowa
Altoona är en stad (city) i Polk County, i delstaten Iowa, USA. Enligt United States Census Bureau har staden en folkmängd på 14 773 invånare (2011) och en landarea på 24,2 km².